# Gneisenau (1936)
«Ґнайзенау» (нім. Gneisenau (1936) — німецький військовий корабель, лінійний корабель типу «Шарнгорст», альтернативно описуваний як лінійний крейсер, Крігсмаріне нацистської Німеччини. Він був другим кораблем свого типу, до якого входив і однотипний «Шарнгорст». Корабель був закладений 6 травня 1935 року на верфі Deutsche Werke в Кілі і спущений на воду 8 грудня 1936 року. 21 травня 1938 року лінкор надійшов на озброєння військово-морських сил нацистської Німеччини. Корабель був озброєний батареєю з дев'яти 280-мм гармат C/34 головного калібру у трьох потрійних баштах. Після початку будівництва було схвалено плани замінити цю зброю шістьма 380-мм гарматами SK C/34 у здвоєних баштах, але оскільки це вимагало значного перепроектування, будівництво продовжилося з гарматами меншого калібру.

## Історія служби
21 листопада 1939 року почалася перша бойова операція за участю лінкора «Ґнайзенау» під командуванням адмірала Вільгельма Маршалла. Корабель разом зі однотипним «Шарнгорстом», легким крейсером «Кельн» і дев'ятьма есмінцями мав патрулювати територію між Ісландією та Фарерськими островами. Метою операції було відтягнути британські частини та послабити тиск на важкий крейсер «Адмірал Граф Шпее», який активно переслідувався британським флотом у Південній Атлантиці. Через два дні німецька флотилія перехопила допоміжний крейсер «Равалпінді». Першим відкрив вогонь «Шарнгорст», а за вісім хвилин — «Ґнайзенау». Корабель швидко перетворився на палаючі уламки. Маршалл наказав «Шарнгорсту» підібрати вцілілих. На місце прибув крейсер «Ньюкасл», що змусило Маршалла припинити рятувальні операції та втекти. Чотири кораблі: британський «Худ», «Нельсон», «Родні» та французький лінкор «Дюнкерк» вирушили в погоню за німцями. 27 листопада німецька корабельна група досягла Вільгельмсгафена, і під час переходу обидва лінійні кораблі зазнали значних пошкоджень через сильні хвилі та вітри.

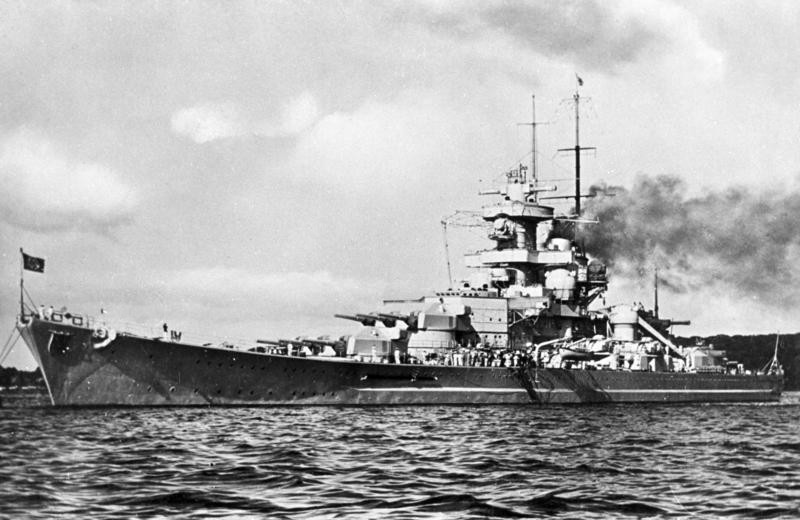
Німецький лінкор «Ґнайзенау» на базі. 1939

«Ґнайзенау» разом з «Шарнгорстом» увійшли до складу сил флоту, які брали участь в операції «Везерюбунг», вторгненні в Данію та Норвегію. Обидва лінкори виконували завдання прикриття в ході нападу на Нарвік і Тронгейм (флагман, віцеадмірал Гюнтер Лют'єнс). Уранці 7 квітня Два кораблі вийшли з Вільгельмсгафена разом з важким крейсером «Адмірал Гіппер» і чотирнадцятьма есмінцями. Крейсер і міноносці перевозили сили висадки до Нарвіка і Тронгейма, а «Ґнайзенау» і «Шарнгорст» забезпечували їх прикриття. Пізніше того ж дня, близько 14:30, три кораблі піддалися атаці британських бомбардувальників, хоча британці не досягли жодного успішного влучення. Вранці 8 квітня есмінець Z 11 «Бернд фон Арнім» зіткнувся з британським есмінцем «Глоуворм». Перед потопленням «Глоуворм» протаранив «Адмірал Гіппер», хоча останній не отримав серйозних пошкоджень. Екіпажі двох лінійних кораблів вийшли на бойові місця, але не брали участі в короткому бою. О 21:00 «Ґнайзенау» і «Шарнгорст» зайняли позицію на захід від Вестфіорду, щоб забезпечити прикриття обох висадок у Нарвіку та Тронгеймі.
О 04:30 9 квітня «Ґнайзенау» виявив британський лінійний крейсер «Рінаун» за допомогою радара Seetakt. У бою з британським лінійним крейсером «Рінаун» отримав влучення трьох 380-мм та двох 102-мм снарядів (убито 6 людей, поранено 9), повністю вийшла з ладу носова башта гармат головного калібру та система управління вогнем центрального наведення, після чого вийшов із бою. Протягом квітня лінкор перебував на ремонті у сухому доку Бремергафена.
Після завершення ремонту корабель вирушив до Балтики для проведення ходових випробувань, але вранці 5 травня, рухаючись біля гирла Ельби, «Ґнайзенау» наразився на магнітну міну, яка вибухнула під корпусом. Вибух завдав значних пошкоджень корпусу та затопив кілька відсіків, через що корабель нахилився на півградуса до лівого боку. Струс від вибуху пошкодив багато внутрішніх і верхніх компонентів, включаючи праву турбіну низького тиску та задні далекоміри. З 6 по 21 травня проводився ремонт у плавучому доці в Кілі. І лише 27 травня він повернувся в Кіль у повній бойовій готовності.
4 червня «Ґнайзенау» (капітан-цур-зее Гаральд Нетцбандт) і «Шарнгорст» вийшли з Вільгельмсгафена, повертаючись до Норвегії. Там, до них приєдналися «Адмірал Гіппер» і чотири есмінці. Вранці 8 червня німецькі кораблі наразилися на танкер Oil Pioneer, супроводжуючий його протичовнового траулера «Джуніпер» і 19 777-тонне допоміжне судно Orama. У другій половині дня два німецькі військові кораблі випадково натрапили на авіаносець «Глоріос», супроводжуваний лише есмінцями «Ардент» і «Акаста». Внаслідок швидкоплинного морського бою з німецькими лінійними кораблями при евакуації союзних військ з Норвегії британський авіаносець «Глоріос» разом з есмінцям «Ардент» і «Акаста» були затоплені.

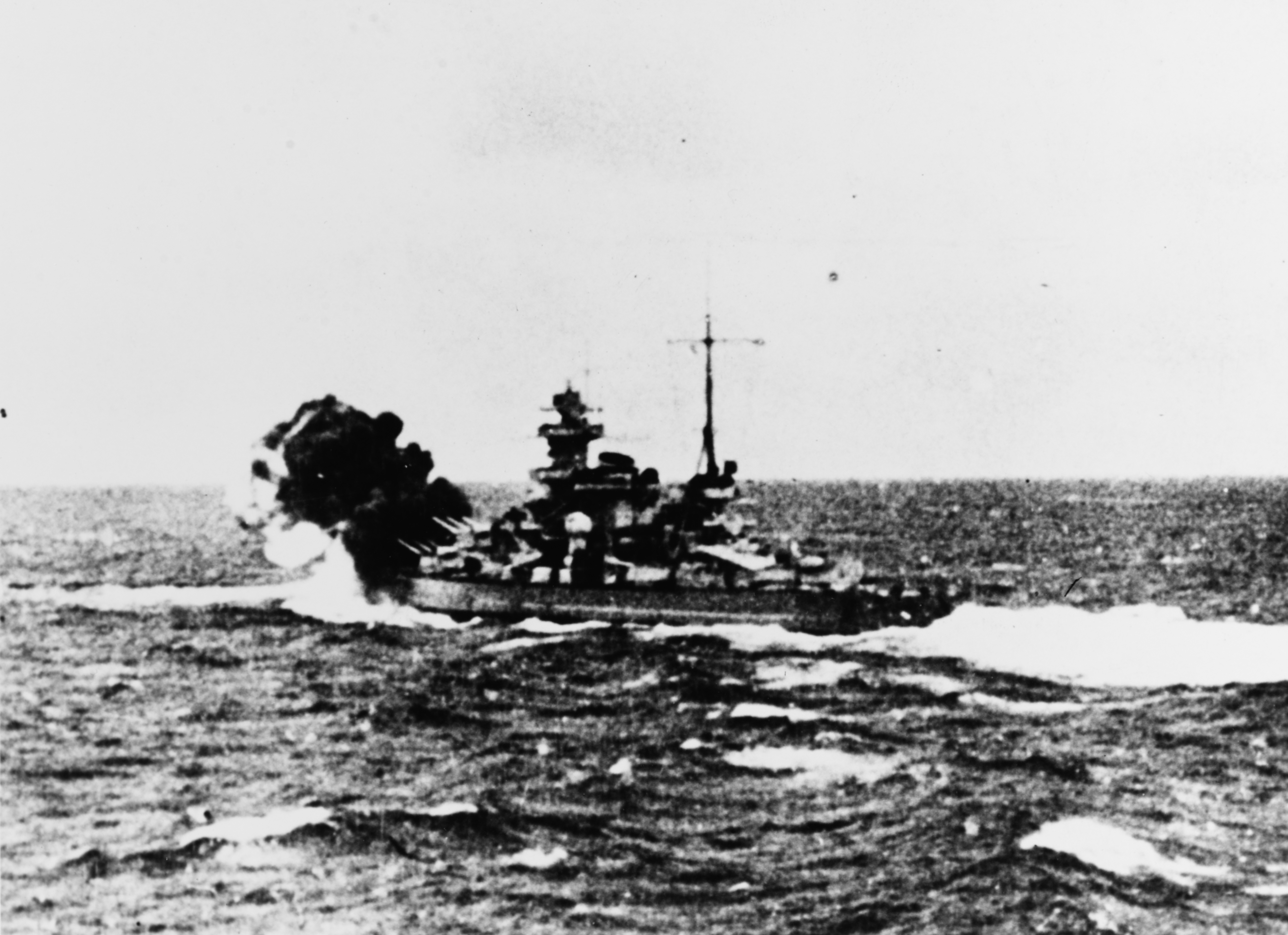
Німецький лінкор «Шарнгорст» веде вогонь по авіаносцю «Глоріос». 8 червня 1940

З 22 січня по 21 березня 1941 року в пошуках союзних конвоїв «Ґнайзенау» і «Шарнгорст» діяли на комунікаційних шляхах в Атлантичному океані. Спроби британського флоту знайти рейдерську групу не увінчалися успіхом. 9 лютого південніше Гренландії німецькі бойові кораблі виявили конвой HX 106, який Лют'єнс наказав своїм кораблям одночасно атакувати з півночі та півдня. Втім «Шарнгорст» виявив британський лінкор «Раміліз». Це відразу змінило всю тактичну ситуацію, і оскільки німецькому адміралу було наказано ні в якому разі не вступати в бій з британськими капітальними кораблям, Лют'єнс негайно відвернув, не вступаючи в бій з противником і залишивши конвой рухати далі.
Німецькі кораблі пропустили конвой HX 111, але потім рушили далі на захід і 22 лютого помітили дим кількох суден у квадраті приблизно 1060 км на схід від Ньюфаундленду. Це були переважно незавантажені судна, які нещодавно розійшлися з конвою, що прямував на захід, і розосередилися на значній території. Німецькі лінкори швидко наздогнали тихохідні транспортні судна та потопили п'ять з них, загальною водотоннажністю 25 784 тонни.
12 березня рейдери вчергове дозаправилися, а через три дні «Уккермарк» побачив кілька танкерів, що йшли без супроводу. В результаті атаки німецьких лінкорів був досягнутий найбільший успіх, німці потопили або захопили 16 торговельних суден (82 000 тонн) південніше Ньюфаундленду, зокрема «Ґнайзенау» потопив суден сумарною водотоннажністю 26 693 GRT.

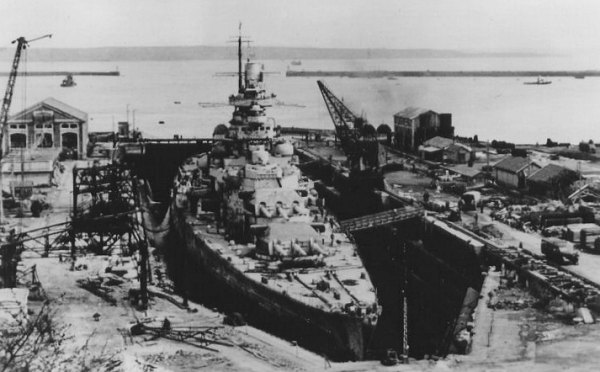
«Ґнайзенау» в сухому доці у Бресті. 6 квітня 1941

6 квітня 1941 року під час перебування в порту Бреста корабель був атакований одиночним торпедоносцем «Бофорт» під керуванням канадського льотчика, флаїнг-офіцера Кеннета Кемпбелла. Торпедоносець був збитий, але торпеда вразила лінкор у районі задньої башти головної батареї. Приблизно 3050 т води затопило корабель і спричинило крен на 2° праворуч. Унаслідок затоплення вийшла з ладу кілька компонентів силової установки судна. Вибух спричинив значні руйнування бортової обшивки, а також правого та центрального карданних валів. Також серйозно постраждало електронне устаткування та обладнання корабля. «Ґнайзенау» повернувся в сухий док для ремонту.
У ніч 9/10 квітня під час бомбардування корабель отримав 4 влучення бомбами. Дві не пробили броньованої палуби, а дві пошкодили правий борт. Після цього було вирішено встановити на лінкор додаткові 14×20-мм зенітних гармат і 6 торпедних апаратів. Ремонт тривав до січня 1942 року. Подальші бомбові атаки доку не мали наслідків.
11 — 13 лютого 1942 року Крігсмаріне провело операцію «Цербер» або ривок через Ла-Манш (англ. Channel Dash) — зухвалий прорив ескадри німецького флоту, що складалася з двох лінійних кораблів типу «Шарнгорст», важкого крейсера «Принц Ойген» та їхнього ескорту, з Бреста в Бретані до німецьких портів. Кораблі нацистського флоту вийшли з Бреста і, ніким не помічені протягом більше дванадцяти годин, підійшли до Дуврської протоки. З повітря Люфтваффе забезпечувало прикриття за планом операції «Доннеркіль». Коли кораблі наблизилися до Дувра, британці із запізненням виявили їх наближення. Атаки Королівських ПС, авіації флоту, ВМС і обстріли берегової артилерії пройшли фактично безрезультатно. Лишень в Північному морі «Шарнгорст» і «Ґнайзенау» наразилися на міни та зазнали певних пошкоджень («Шарнгорст» не виходив у море протягом року).
«Ґнайзенау» був поставлений у плавучий док Deutsche Werke. Ремонт планували завершити за 2 тижні і тому боєприпаси з корабля не вивантажували. У ніч 26/27 лютого 1942 під час бомбардування британська бомба пробила верхню палубу і вибухнула на палубі неподалік від порохової камери башти «А», де загорілись і вибухнули снаряди. Башту вирвало з барбету і вибухова хвиля пошкодила палубу, поворотний механізм башти. Загинуло 112 моряків. Зранку стало зрозуміло, що носова частина корабля непридатна для використання. 4 квітня 1942 пошкоджений корабель разом з лінкором «Шлезієн» і криголамом своїм ходом дійшов до Готенгафена. Там його планували видовжити на 10 м і озброїти 6×380-мм гарматами. Після розпорядження Гітлера по забороні використання великих кораблів у лютому 1943 всі роботи припинили. Готові башти передали до берегової артилерії на позиціях в окупованих Нідерландах і Норвегії. 
До початку 1945 року «Ґнайзенау» стояв замаскований. 27 березня 1945 року його посадили на ґрунт перед входом до порту як блокшив. 
У вересні 1951 року його підняли і порізали на металобрухт.